# إسكتلندا في العصور الوسطى المبكرة
قُسمت اسكتلندا إلى سلسلة من الممالك في العصور الوسطى المبكرة، أي بين نهاية سلطة السلطة الرومانية في بريطانيا الجنوبية والوسطى حوالي 400 ميلادي وصعود مملكة ألبا حوالي 900 ميلادي. من بين تلك الممالك، كانت أهم أربع ممالك اندمجت هي البكتيون واسكتلنديو دالرياتا وبريتون ألت كالت ومملكة بيرنيسيا الأنجليانية. بعد وصول الفايكنغ في نهاية القرن الثامن، أسسوا للحكام والمستمعرات الاسكندنافية على الجزر وأجزاء السواحل. في القرن التاسع، جمعت سلالة ألبين جزر الإسكتلنديين والبيكتيين لتشكيل مملكة واحدة والتي وضعت أساس مملكة اسكتلندا.
تملك اسكتلندا ساحلًا ممتدًا ومناطق شاسعة بتضاريس صعبة وأرض زراعية فقيرة. في هذه الفترة، أصبح جزء أكبر من الأراضي ثانويًا بسبب التغير المناخي، ما أدى إلى استيطان بشري أقل نسبيًا، لا سيما في المنطقة الداخلية من المرتفعات. افتقدت بريطانيا الشمالية للمراكز الحضرية وتركزت المستوطنات في المزارع وحول المناطق المحصنة مثل البروخات مع الزراعة المختلطة التي تستندا أساسًا على الاكتفاء الذاتي. في هذه الفترة، عنت التغييرات في الاستيطان والاستعمار أن اللغات البيكتية والبريثونية بدأت تندرج ضمن اللغات الغيلية والإنجليزية وفي نهاية الفترة النوردية القديمة. كان متوسط العمر المتوقع منخفضًا ما أدى إلى شعب شاب وبوجود أرستقراطية حاكمة ورجال أحرار وأرقام كبيرة نسبيًا من العبيد. كانت الملكية متعددة الطبقات، إذ يحيط بالملوك المختلفين فرقهم الحربية التي شكلت أهم عناصر القوات المسلحة، والذين شاركوا في كل من الغارات منخفضة المستوى والحملات الكبيرة بعيدة المدى في بعض الأحيان.
كان توسع المسيحية من هوامش اسكتلندا مفتاح تطور هذه الفترة، إذ أصبحت دين العديد من السكان. تأثرت في البداية بالتقاليد السلتية الناشئة في يعرف الآن بأيرلندا، وبحلول نهاية الحقبة، اندمجت في البنى التنظيمية للكنيسة الكاثوليكية. أنتجت هذه الفترة بعض الفنون الأثرية والزخرفية المميزة جدًا، وبلغت ذروتها في تطوير نمط الفن الجزيري، المنتشر في جميع أنحاء بريطانيا وأيرلندا. شملت البنى الأكثر إثارةً للإعجاب حصون التل ذات الأنوية، وبعد دخول المسيحية، الكنائس والأديرة. شهدت الفترة أيضا بدايات الأدب الإسكتلندي باللغات البريطانية والإنجليزية القديمة والغيلية واللاتينية.

## المصادر

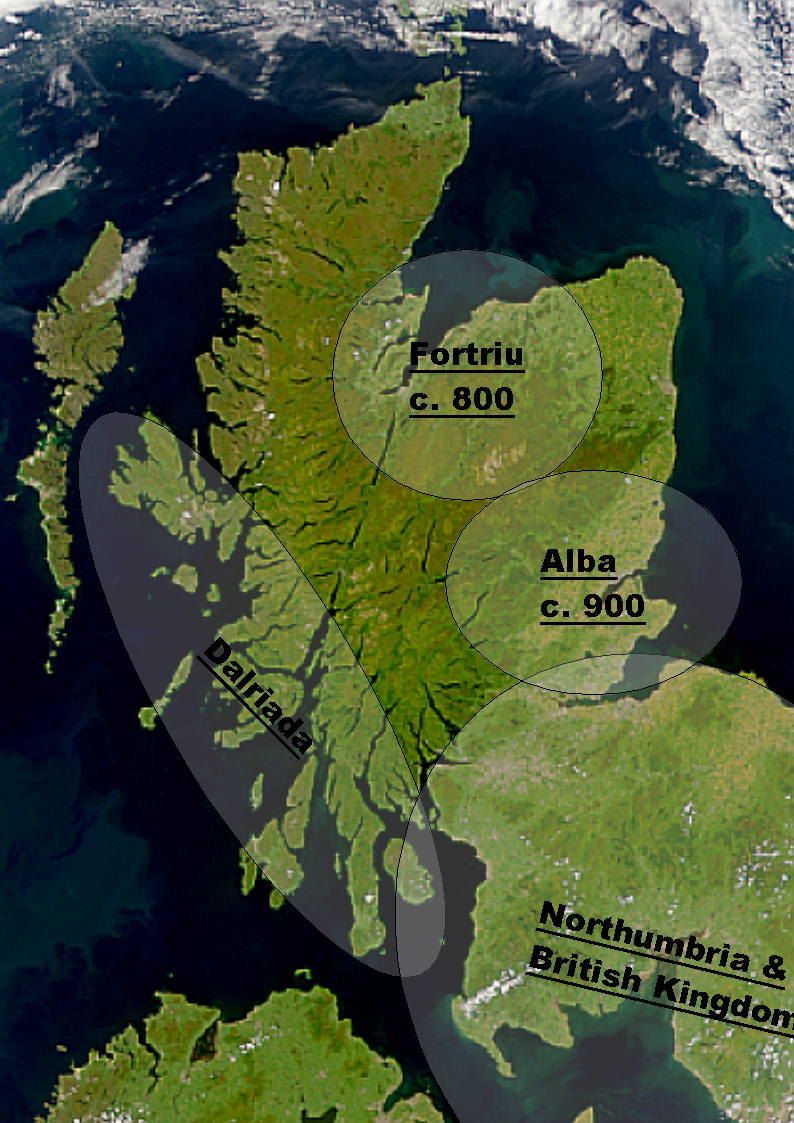
المراكز السياسية الكبرى في اسكتلندا إبّان فترة مطلع العصور الوسطى

## التاريخ
بحلول وقت بيده وأدومان، في أواخر القرن السابع وبداية القرن الثامن، ظهرت أربع دوائر رئيسية للتأثير في شمال بريطانيا. في الشرق، كان البكتيون، الذين امتدت ممالكهم في النهاية من نهر فورث إلى شتلاند. في الغرب كان الأشخاص الناطقين باللغة الغيلية من دال رياتا وحصنهم الملكي في دوناد بأرغيل، الذي كان لهم صلات وثيقة مع جزيرة أيرلندا، والتي جلبوا معهم اسم السكوتس، وهو في الأصل مصطلح لسكان أيرلندا. في الجنوب كانت المملكة البريطانية (البريتونيك) من ألت كلات، أحفاد شعوب الممالك المتأثرة بالرومانية في الشمال القديم. أخيرًا، كان هناك الإنجليز أو الأنجلس، وهم غزاة جرمانيون اجتاحوا الجزء الأكبر من جنوب بريطانيا واحتلوا مملكة برنيسيا (فيما بعد الجزء الشمالي من نورثمبريا)، في الجنوب الشرقي، والذين جلبوا معهم الإنجليزية القديمة.

### البكتيون

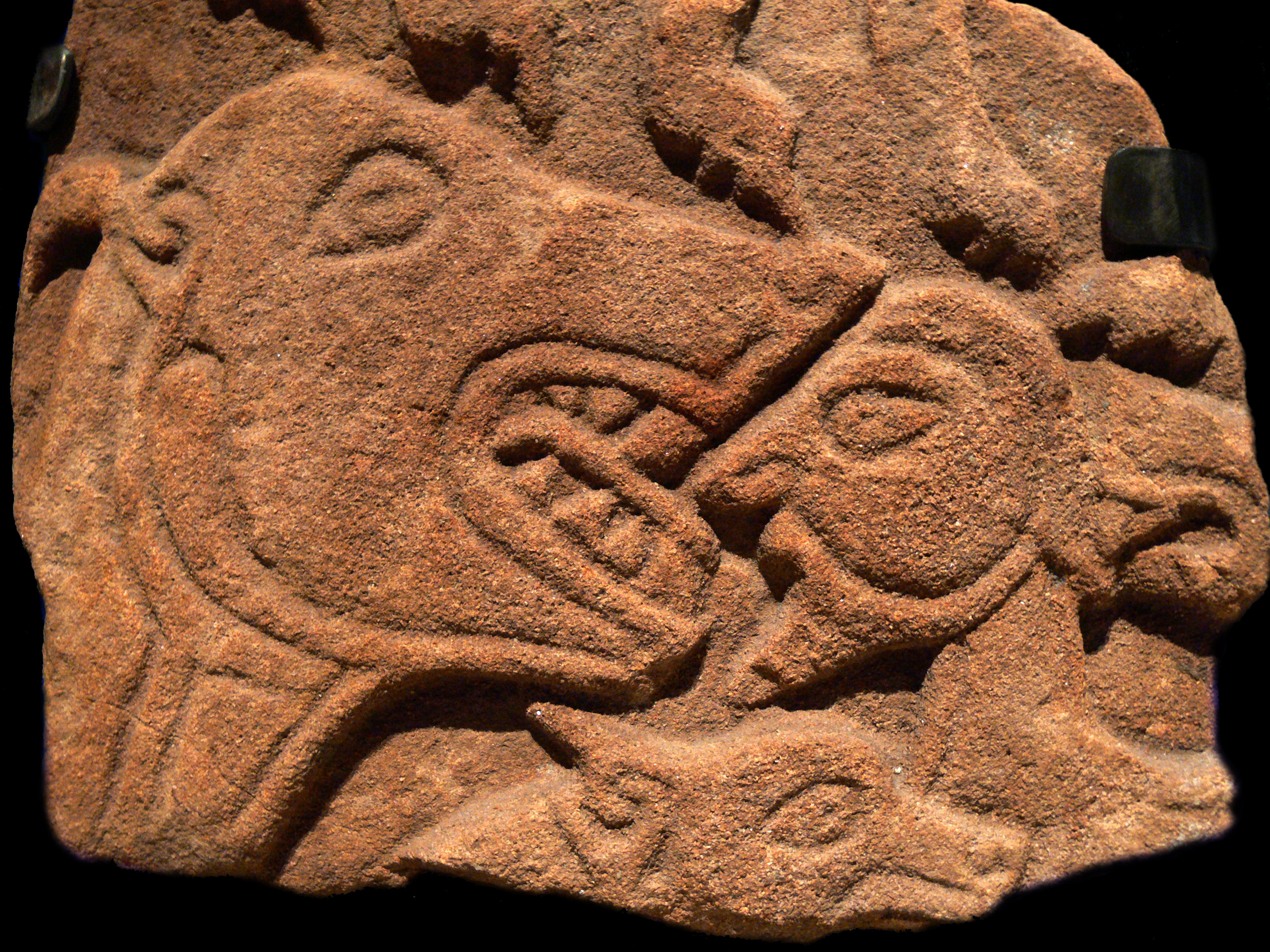
حجر دانيال وعليه أثر لصيب بكتي

امتدت كونفدرالية القبائل البيكتية، التي تطورت شمال خور فورث، حتى أوركني. ربما تطورت من قبائل كاليدوني (التي استمر استخدام اسمها في جزء من الكونفدرالية على الأقل)، ربما كرد فعل على الضغط الذي مارسه وجود الرومان في الجنوب. يظهرون لأول مرة في السجلات الرومانية في نهاية القرن الثالث باسم البكتي (الأشخاص المطليون: ربما إشارةً إلى عادتهم في الوشم على أجسامهم) عندما شنت القوات الرومانية حملةً ضدهم. كان أول ملك يمكن التعرف عليه من البكتيين، والذي يبدو أنه مارس سلطة متفوقة وواسعة النطاق، هو بريدي ماك ماليكون (حكم من 550-584). تركزت قوته في مملكة فيداتش، وكانت قاعدته في قلعة كريغ فادريغ، بالقرب من إينفيرنيس الحديثة. بعد وفاته، يبدو أن القيادة تحولت إلى الفورتريو، الذين تمركزت أراضيهم في موراي وروس الشرقية والذين أغاروا على الساحل الشرقي لإنجلترا الحديثة. يبدو أن المبشرين المسيحيين من لونا بدأوا في تحويل البكتيين إلى المسيحية من عام 563.
في القرن السابع، نصب البكتيون برايدي بريلي (671-693) كملك، وربما فُرض من قبل مملكة ألت كلات، إذ حكم والده بيلي الأول ثم أخوه إيوجين الأول. في هذه المرحلة، كانت مملكة بيرنيكا الأنجلو سكسونية تتوسع شمالًا، وربما كان البكتيون يدفعون الجزية لهم حتى عام 685، حين هزمهم براوني في معركة دونيشن في أنجوس، ما أدى إلى مقتل ملكهم، إكغفريث. في عهد أوينغوس ماك فيرغوسا (729-761)، وصل البكتيون إلى ذروة نفوذهم، إذ هزموا قوات دال رياتا (وربما جعلوهم يدفعون الجزية)، وغزوا ألت كلات ونورث أومبيرا، وعقدوا أول معاهدات السلام المعروفة مع الإنجليز. ربما تمكن ملوك البكتيين اللاحقين من السيطرة على دال رياتا، وربما وضع كاوستانتين ماك فيرغوسا (793–820) ابنه دومنال على العرش من عام 811.

### دال رياتا

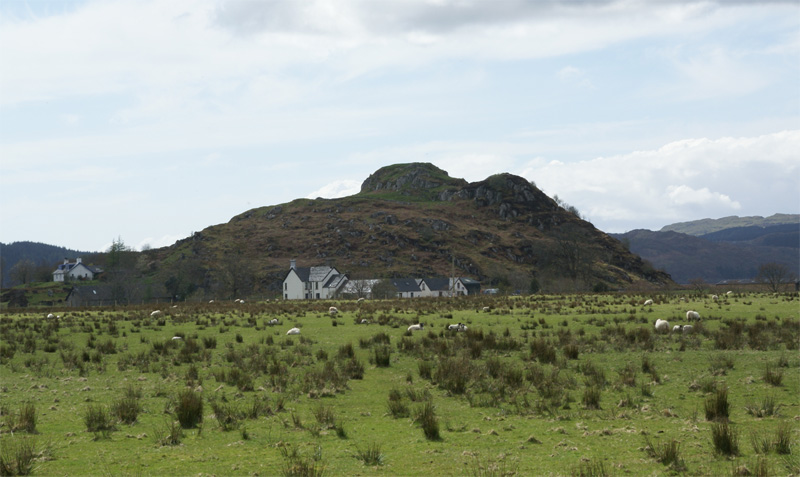
حصن دوناد التليّ الذي كان على الأرجح مركز مملكة دال رياتا

كانت الممالك الغيلية العديدة في منطقة دال رياتا على الساحل الغربي لاسكتلندا الحديثة، مع وجود في بعض الأراضي على السواحل الشمالية لأيرلندا. ربما حكمت من قلعة دوناد، الواقعة حاليًا بالقرب من كيلمارتين في أرغيل وبوت. في أواخر القرن السادس وأوائل القرن السابع عشر، أحاطت تلك الممالك ما يسمى الآن أرغيل وبوت ولوتشابر في اسكتلندا، وكذلك مقاطعة أنتريم في أيرلندا. عادة ما يُنظر إلى دال رياتا على أنها مستعمرة غيلية أيرلندية في اسكتلندا، رغم أن بعض علماء الأركيولوجيا عارضوا هذا الأمر مؤخرًا. غالبًا ما يشار إلى سكان دال رياتا باسم الأسكتلنديين، من الكلمة اللاتينية سكوتي، وهو الاسم الذي استخدمه الكتاب اللاتينيون لسكان أيرلندا. معناها الأصلي غير مؤكد، لكنه يشير لاحقًا إلى المتحدثين باللغة الغيلية، سواء من أيرلندا أو من أي مكان آخر.
في عام 563، أسست بعثة من أيرلندا بقيادة القديس كولومبا دير أيونا قبالة الساحل الغربي لاسكتلندا، وربما بدأت في تحويل المنطقة إلى المسيحية. وصلت المملكة إلى ذروتها تحت حكم أيدان ماك غابريان (حكم بين 574–608)، ولكن توسعها اختُبر في معركة ديغساستان عام 603 من قبل أيثيلفريث النورثومبيري. أنهت الهزائم الشديدة في أيرلندا واسكتلندا في عهد دومنال بريك (توفي عام 642) عصر دال رياتا الذهبي، وأصبحت المملكة تابعةً لنورثومبريا، ثم خضعت للبيكتيين. هناك خلاف حول مصير المملكة منذ أواخر القرن الثامن وما بعده. يرى بعض العلماء أن دال رياتا خضعت لإحياء في عهد الملك أيد فيند (736-778)، قبل وصول الفايكنغ.